# 丰台镇 (天津市)
丰台镇，又称“东丰台”，是中华人民共和国天津市宁河区下辖的一个镇，位于宁河区东北部，原隶属丰润县，直至1949年12月划入宁河县。

## 行政区划
丰台镇下辖以下地区：
丰台东村、丰台北村、丰台南村、丰台西村、孙家庄村、西赵庄村、东赵庄村、李茂庄村、高稳庄村、韩其庄村、双树庄村、李老庄村、李更庄村、大韩庄村、小韩庄村、陆庄村、南埋珠村、北埋珠村、倚岸村、窑头村、大李庄村、小李庄村、西淮沽村、东淮沽村、前棘坨村、后棘坨村、兰庄子村和岳秀庄村。